# جان کلی (تهیه‌کننده)
جان کلی (انگلیسی: John Calley; ۸ ژوئیهٔ ۱۹۳۰ – ۱۳ سپتامبر ۲۰۱۱) یک تهیه‌کننده اهل ایالات متحده آمریکا بود.
از فیلم‌هایی که وی در آن‌ها نقش داشته‌است، می‌توان به عزیز اشاره نمود.